# السياسية الخارجية لإدارة باراك أوباما في شرق آسيا
تمثل إستراتيجية الرئيس باراك أوباما في شرق آسيا (2009-2017) تحولًا مهمًا في السياسة الخارجية للولايات المتحدة. وتمحور تركيز إدارته، في منطقة الشرق الأوسط وأوروبا، حول دول شرق آسيا، بما يشمل الدول القريبة من جمهورية الصين الشعبية.
ازداد التركيز على المنطقة من خلال الإستراتيجية الإقليمية لإدارة أوباما لعام 2012 «المحور نحو شرق آسيا»، والتي تتمثل مجالات عملها الرئيسية في «تعزيز التحالفات الأمنية الثنائية؛ وتعميق علاقات العمل مع القوى الناشئة بما في ذلك الصين؛ والمشاركة مع المؤسسات الإقليمية متعددة الأطراف؛ توسيع أُطر التجارة والاستثمار؛ إقامة وجود عسكري واسع النطاق؛ وتعزيز الديمقراطية وحقوق الإنسان». يشير تقرير صادر عن مؤسسة بروكينغز إلى تفاوت ردود الفعل على الإستراتيجية المحورية، إذ «اختلفت طرق استجابة العديد من الدول الآسيوية تجاه الاستراتيجية الأمريكية لإعادة التوازن».

## الصين
قالت وزيرة الخارجية الأمريكية هيلاري كلينتون في خطاب ألقته في 13 فبراير 2009 إن «البعض يعتقد أن نهضة الصين، بحسب الاعتقاد الشائع حولها، تعني أنها ستكون خصمًا لنا»، ولكن «على العكس من ذلك، نعتقد أنه يمكن للولايات المتحدة والصين الاستفادة من نجاحات بعضهما البعض بل والمساهمة فيها أيضًا. كما أنه من مصلحتنا أن نعمل بجدية أكبر للاستفادة من مجالات الاهتمام والفرص المشتركة». غادرت كلينتون في أول جولة خاصة بالسياسة الخارجية إلى آسيا في 15 فبراير 2009، وشمل ذلك التوقفات المقررة في اليابان والصين وكوريا الجنوبية وإندونيسيا؛ مع انضمام المبعوث الخاص لتغير المناخ تود ستيرن إليها في هذه الرحلة.

## اليابان
تُعد اليابان من المناطق الرئيسية التي ركزت عليها السياسة الخارجية لإدارة أوباما في شرق آسيا. وطمأنت وزيرة الخارجية الأمريكية هيلاري كلينتون المسؤولين اليابانيين على مركزية اليابان في شبكة التحالفات الأمريكية في جولتها الافتتاحية في شرق آسيا. وبدأت الولايات المتحدة عملية توموداتشي لدعم إغاثة اليابان في أعقاب الكارثة الطبيعية، زلزال وتسونامي توهوكو عام 2011، ما دفع وزير الدفاع الياباني توشيمي كيتازاوا للتعبير عن امتنانه، شاكرًا طاقم السفينة الأمريكية رونالد ريغان أثناء زيارته لها لتقديمهم المساعدة لليابان في إطار عملية توموداتشي، وقال: «لم أشعر يومًا بدعم الولايات المتحدة لنا أكثر من هذه اللحظة، وأنا فخور لكوننا حلفاءً لها».

## ميانمار (بورما سابقًا)
واصلت إدارة أوباما في البداية تحفظها الأمريكي الطويل في التعامل مع اتحاد ميانمار بعد توليها السلطة في يناير 2009، مفضلةً التركيز بشكل أساسي على التهديدات الأمنية الأوسع نطاقًا مثل أفغانستان وإيران وكوريا الشمالية وباكستان. وصفت سوزان رايس، سفيرة الولايات المتحدة لدى الأمم المتحدة، سيطرة الحكومة العسكرية على ميانمار، بورما سابقًا، بأنها «واحدة من أكثر التحديات استعصاءً على المجتمع العالمي». وزعمت وزيرة الخارجية هيلاري كلينتون أن إدارة أوباما كانت «تبحث في الخطوات التي قد تتخذها، والتي يمكن أن تؤثر على حكومة ميانمار الحالية و... تبحث عن طرق يمكنها من خلالها مساعدة شعب ميانمار بشكل أكثر فعالية»، على الرغم من أنها كانت متشائمة كما رايس في إشارتها إلى الانعزالية التاريخية للمجلس العسكري وتجاهل العقوبات الاقتصادية المفروضة عليه.
وعقدت الولايات المتحدة أول اجتماعاتها الرسمية مع المجلس العسكري لميانمار في أواخر عام 2009، بناءً على دعوة من أون سان سو تشي وشركاء الولايات المتحدة في شرق آسيا
تحدث أوباما مع أون سان سو تشي على الهاتف في نوفمبر 2011، واتفقا على زيارة وزيرة الخارجية كلينتون إلى ميانمار. وكان من المتوقع أن يلتقي أوباما مع رئيس ميانمار ثين سين في قمة شرق آسيا السادسة. زارت كلينتون ميانمار لمدة يومين اعتبارًا من 1 ديسمبر 2011. وزار باراك أوباما ميانمار في 18 نوفمبر 2012، ليصبح أول رئيس أمريكي في منصبه يقوم بذلك. كما زار أوباما أون سان سو تشي في منزلها أيضًا.

## تايلند
أدانت وزارة الخارجية الأمريكية عنف المتظاهرين في تايلند في 13 أبريل 2009، ودعتهم إلى استخدام حريتهم في التجمع بطريقة سلمية.

## لاوس
زارت الوزيرة كلينتون فيينتيان في 11 يوليو 2012 كجزء من رحلتها إلى شرق آسيا، بعد أن كان جون فوستر دالاس آخر وزير خارجية يزور لاوس، قبل 57 عامًا. خلال الزيارة الأخيرة، ناقش البلدان القضايا الثنائية والإقليمية، بما في ذلك مبادرة ميكونغ الدنيا وتكامل رابطة دول جنوب شرق آسيا. كما كانت قضية الذخائر غير المنفجرة التي يعود تاريخها إلى حرب فيتنام أيضًا موضوع نقاش أثناء الزيارة.

## فيتنام
زادت الولايات المتحدة من وجودها العسكري في الهند الصينية. ورفضت واشنطن طلبات فيتنام لتوفير مزيد من العلاقات الدفاعية في تسعينيات القرن الماضي. تغير هذا الموقف في عام 2010، عندما دعت وزيرة الخارجية هيلاري كلينتون، لأول مرة منذ حرب فيتنام، إلى شراكة إستراتيجية أمريكية فيتنامية. وبدأت منذ ذلك الحين البحرية الأمريكية بإجراء تدريبات سنوية مع البحرية الفيتنامية. ووقع البلدان مذكرة تفاهم بشأن التعاون الدفاعي في عام 2011.
حاولت إدارة أوباما الاستفادة من العلاقات المتطورة كثيرًا بين الولايات المتحدة وفيتنام منذ نهاية حرب فيتنام. وحدث التطبيع الرسمي للعلاقات في عام 1995، ثم توسع لاحقًا في ظل إدارتي كلينتون وبوش من خلال حوارات واتفاقيات حول حقوق الإنسان والطيران المدني والتجارة الحرة. وعقدت وزارة الدفاع الأمريكية ووزارة الدفاع الفيتنامية الجولة الأولى من المحادثات الدفاعية رفيعة المستوى، والمعروفة باسم حوار سياسة الدفاع، في أغسطس 2010. زارت وزيرة الخارجية الدولة ثلاث مرات خلال فترة عملها، وناقشت موضوعات مثل التكامل الإقليمي، وكوريا الشمالية، وبورما، والأمن السيبراني، والحقوق البحرية في بحر الصين الجنوبي.